# Lizard King
Lizard King Records é uma gravadora independente de Londres.

## História
Ela foi criada no ano de 2001 por Martin Heath e Dominic Hardisty. O sucesso mais notável desta gravadora foi o contrato que eles fizeram com a banda norte-americana The Killers, fazendo com que este grupo fosse conhecido no Reino Unido.
Em 2005, os dois fundadores dissolveram a companhia. Enquanto Martin Heath ainda tem os direitos de usar a marca Lizard King, Dominic Hardisty manteve seu relacionamento com o The Killers e fundou outra gravadora, a Marrakesh Records.